# Otsuka Pharmaceutical
Otsuka Pharmaceutical Co., Ltd. (大塚製薬株式会社, Ōtsuka Seiyaku Kabushiki-gaisha) (TYO: 4578), abreviada como OPC, é uma companhia farmacêutica com sedes em Tokyo, Osaka e Nagoya, Japão.
Foi criada em 10 de agosto de 1964.

Em 2012 empregou 40.000 trabalhadores pelo mundo.